# Павло Михалєвич
Павло Михалєвич (нар. 22 січня 1974, Мінськ, БРСР) — білоруський футболіст, півзахисник.

## Життєпис
Розпочинав займатися футболом у мінських клубах «Юність» та «Динамо». Пізніше футболіст за програмою обміну перебрався до аматорського нідерландського клубу «Квік-1888». 1993 року перейшов до НЕКа. Свій дебютний матч в Ередивізі зіграв 11 вересня 1994 року проти «Волендама». Дебютним голом за клуб відзначився 28 травня 1995 року у матчі проти «Гронінгена». Протягом декількох років був гравцем клубу. Однак згодом отримав розрив ахіллового сухожилля. 2001 року перейшов до представника п'ятого дивізіону чемпіонату Нідерландів «ЯВК Кейк». Останнім у кар'єрі футболіста став клуб «Ахіллес'29». У липні 2004 року завершив професійну кар'єру футболіста.
Після завершення кар'єри футболіста почав працювати у власній транспортній компанії, яка займається перевезеннями товарів з Європи до Білорусі, Росії та України. Має диплом Вищої економічної школи, який захистив у віці 26 років, будучи ще футболістом. Також став одним із спонсорів свого колишнього клубу НЕК.

## Досягнення
НЕК
- Кубок Нідерландів
  -  Фіналіст (2): 1994, 2000